# Вековая улица (Москва)
Векова́я у́лица — улица в центре Москвы в Таганском районе между Добровольческой улицей и улицей Рогожский Вал.

## История
Исконное название улицы — 3-я Рогожская. До 1919 года существовало пять Рогожских улиц (по названию Рогожской ямской слободы, бывшей здесь в XVII—XVIII веках), которые были переименованы соответственно в Школьную, Библиотечную, Вековую, Пролетарскую и Трудовую. В числе других Рогожских улиц была переименована в 1919 году в абстрактное Вековая — в честь века (эпохи) пролетарской революции.

## Описание
Вековая улица начинается от Большой Андроньевской как продолжение Большого Рогожского переулка, проходит на запад параллельно Библиотечной улице, пересекает Большую и Малую Андроньевские и выходит на Рогожский Вал.

## Здания и сооружения
По нечётной стороне:
- № 1 — общежитие МГАХИ им. В. И. Сурикова;

По чётной стороне:
- № 10 — детский сад № 1939;
- № 20А, строение 3 — гостиница «Тукан»;
- № 20/13 — жилой дом построен в 1852 году ямщиком В. Ширяевым для сдачи внаём. Нижний этаж здания каменный, верхний — деревянный. В 1908 году Николо-Рогожская старообрядческая община купила обширный участок на углу 3-й Рогожской с Малой Андроньевской улицей и построила по проекту И. Е. Бондаренко церковь Николая Чудотворца. Бывший дом Ширяева стал домом причта. После революции церковь переделали в рабочий клуб, а дом причта стал жилым[1]. Ныне здание занимает НПО Нефтехимавтоматика.